# Каналес, Серхио
Се́рхио Кана́лес Мадра́со (исп. Sergio Canales Madrazo; род. 16 февраля 1991, Сантандер) — испанский футболист, полузащитник клуба «Монтеррей» и сборной Испании.

## Карьера
Серхио Каналес является воспитанником сантандерского «Расинга», долгое время играл в кантере.
Дебютировал в официальных матчах за основной состав клуба в 2008 году в матче против «Осасуны». Девятого января 2010 оформил победный дубль в ворота «Севильи». Благодаря своей не по годам яркой и уверенной игре, Каналес обратил на себя взоры таких футбольных клубов, как «Реал Мадрид», «Манчестер Юнайтед», «Челси», «Арсенал» и «Манчестер Сити».
12 февраля 2010 года Каналес подписал контракт с мадридским «Реалом», который вступил в силу 1 июля 2010 года. Серхио обошёлся клубу в 5 миллионов евро.
Перед сезоном 2011/12 перешёл в «Валенсию» на правах годичной аренды. Перед сезоном 2012/2013 был выкуплен «Валенсией» за 7,5 миллионов.
31 января 2014 года перешёл в «Реал Сосьедад». Игрок заключил контракт с клубом из Сан-Себастьяна до июня 2018 года.
3 июля 2018 года на правах свободного агента перешел в «Реал Бетис».
В марте 2019 года дебютировал в сборной Испании.

## Личная жизнь
С 2007 года встречается с Кристиной Ллоренс. Свадьба состоялась 4 июня 2016 года. Пара воспитывает троих детей, дочь Индию (род. 02.04.2018), сына Ноа (род. 24.01.2020) и дочь Фриду (род. 26.07.2022).

## Статистика выступлений
| Клуб               | Сезон           | Чемпионат | Чемпионат | Чемпионат | Кубок | Кубок | Кубок | Еврокубки | Еврокубки | Еврокубки | Всего | Всего | Всего |
| Клуб               | Сезон           | Матчи     | Голы      | Пасы      | Матчи | Голы  | Пасы  | Матчи     | Голы      | Пасы      | Матчи | Голы  | Пасы  |
| ------------------ | --------------- | --------- | --------- | --------- | ----- | ----- | ----- | --------- | --------- | --------- | ----- | ----- | ----- |
| Расинг B           | 2008/09         | 20        | 1         | -         | —     | —     | —     | —         | —         | —         | 20    | 1     | -     |
| Расинг B           | 2009/10         | 8         | 3         | -         | —     | —     | —     | —         | —         | —         | 8     | 3     | -     |
| Расинг B           | Всего           | 28        | 4         | -         | —     | —     | —     | —         | —         | —         | 28    | 4     | -     |
| Расинг (Сантандер) | 2008/09         | 6         | 0         | 1         | 1     | 0     | 0     | 1         | 0         | 0         | 8     | 0     | 1     |
| Расинг (Сантандер) | 2009/10         | 26        | 6         | 4         | 5     | 1     | 1     | —         | —         | —         | 31    | 7     | 5     |
| Расинг (Сантандер) | Всего           | 32        | 6         | 5         | 6     | 1     | 1     | 1         | 0         | 0         | 39    | 7     | 6     |
| Реал Мадрид        | 2010/11         | 10        | 0         | 1         | 3     | 0     | 0     | 2         | 0         | 0         | 15    | 0     | 1     |
| Реал Мадрид        | Всего           | 10        | 0         | 1         | 3     | 0     | 0     | 2         | 0         | 0         | 15    | 0     | 1     |
| Всего в карьере    | Всего в карьере | 70        | 10        | 6         | 9     | 1     | 1     | 3         | 0         | 0         | 82    | 11    | 7     |

## Достижения
«Реал Бетис»
- Обладатель Кубка Испании: 2021/22